# Fabricio Coloccini
Fabricio Coloccini (local [faˈβɾisjo koloˈt͡ʃini]; italiană: [kolotˈt͡ʃini]; n. 22 ianuarie 1982, Alta Gracia⁠(d), Provincia Córdoba, Argentina) este un fotbalist argentinian, care joacă pentru clubul argentinian San Lorenzo pe postul de fundaș central.

## Meciuri la națională
| Națională | An    | Meciuri | Goluri |
| --------- | ----- | ------- | ------ |
| Argentina | 2003  | 3       | 0      |
| Argentina | 2004  | 8       | 1      |
| Argentina | 2005  | 11      | 0      |
| Argentina | 2006  | 4       | 0      |
| Argentina | 2007  | 0       | 0      |
| Argentina | 2008  | 6       | 0      |
| Argentina | 2009  | 1       | 0      |
| Argentina | 2010  | 1       | 0      |
| Argentina | 2011  | 0       | 0      |
| Argentina | 2012  | 1       | 0      |
| Argentina | 2013  | 3       | 0      |
| Total     | Total | 38      | 1      |

## Titluri

### Club
Boca Juniors
- Primera División de Argentina: Apertura 1998, Clausura 1999

San Lorenzo
- Argentine Primera División: Clausura 2001

Newcastle United
- Football League Championship: 2009–10

### Internațional
Argentina
- FIFA World Youth Championship: 2001
- Medalia de Aur: JO 2004

## Legături externe
- Fabricio Coloccini la Soccerbase
- Profil Newcastle United Arhivat în 13 martie 2013, la Wayback Machine.
- en Fabricio Coloccini la Olympedia.org